# Vedat Erbay
Vedat Erbay, född 16 juni 1967, är en turkisk bågskytt. Han deltog vid olympiska sommarspelen 1988 och olympiska sommarspelen 1992.